# 楚智
楚智（？—？），明朝军事将领。
楚智早年更从馮勝、藍玉出塞有功。建文年间，守卫北平，之后被召还。朱棣起兵时，跟从李景隆北伐，其战斗奋勇，燕兵看到其旗幟就大腿抖栗。后因馬陷被捉，不屈而死。